# 鸢尾酮
鸢尾酮（Irones）是一種可以用在香水中的紫罗兰酮有機化合物，是由鳶尾油提煉而成，商業上最重要的有：
- (-)-順-γ-鸢尾酮
- (-)-順-α-鸢尾酮

鸢尾酮一般是將乾燥的鳶尾屬根莖中提煉的類萜緩慢氧化而成，多半會有甜的花香，或是木質的紫羅蘭酮氣味。
鸢尾烯（irene）是分子式为(CH3)4C10H8的芳香烃化合物，是由鸢尾酮脱水制得。鸢尾酮及鸢尾烯都是香水制造可能用到的原料。